# Rückzug vom Danewerk
Missunde • Königshügel • Danewerk • Schlei • Oeversee • Jütland • Vejle • Jasmund • Düppeler Schanzen • Fredericia • Helgoland • Alsen • Lundby • Nordfriesische Inseln
Der Rückzug vom Danewerk war die dänische Evakuierung des Festungssystems Danewerk im Deutsch-Dänischen Krieg. Die materiellen Verluste der Dänen beim Rückzug waren sehr hoch, und die Aufgabe der Befestigung resultierte zum Schock der dänischen Bevölkerung im Verlust von fast ganz Schleswig. Es handelte sich daher eine stark umstrittene Entscheidung, wiewohl sich die meisten Militärhistoriker heute darin einig sind, dass sie unumgänglich war. Sie gilt heute insofern als taktische militärische Meisterleistung, da der Rückzug erst Stunden nach dem Beginn vom Gegner aufgeklärt wurde. 

## Ablauf

### Der letzte Kriegsrat von de Meza
Am 5. Februar nachmittags um 5 Uhr hielt Generalleutnant de Meza hier mit allen befindlichen Generalen und höheren Offizieren seinen letzten Kriegsrat im Prinzenpalais ab. In dieser Stunde war es den dänischen Offizieren klar, dass mindestens 23.000 Preußen bei Arnis über die Schlei gehen würden, 26.000 Preußen und Österreicher vor dem Danewerk stehen und 11.000 Preußen bei Missunde. Diese 10 Offiziere waren:

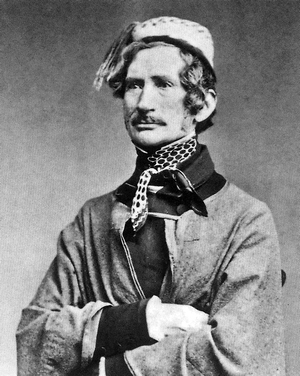
Generalleutnant de Meza, Oberkommandierender
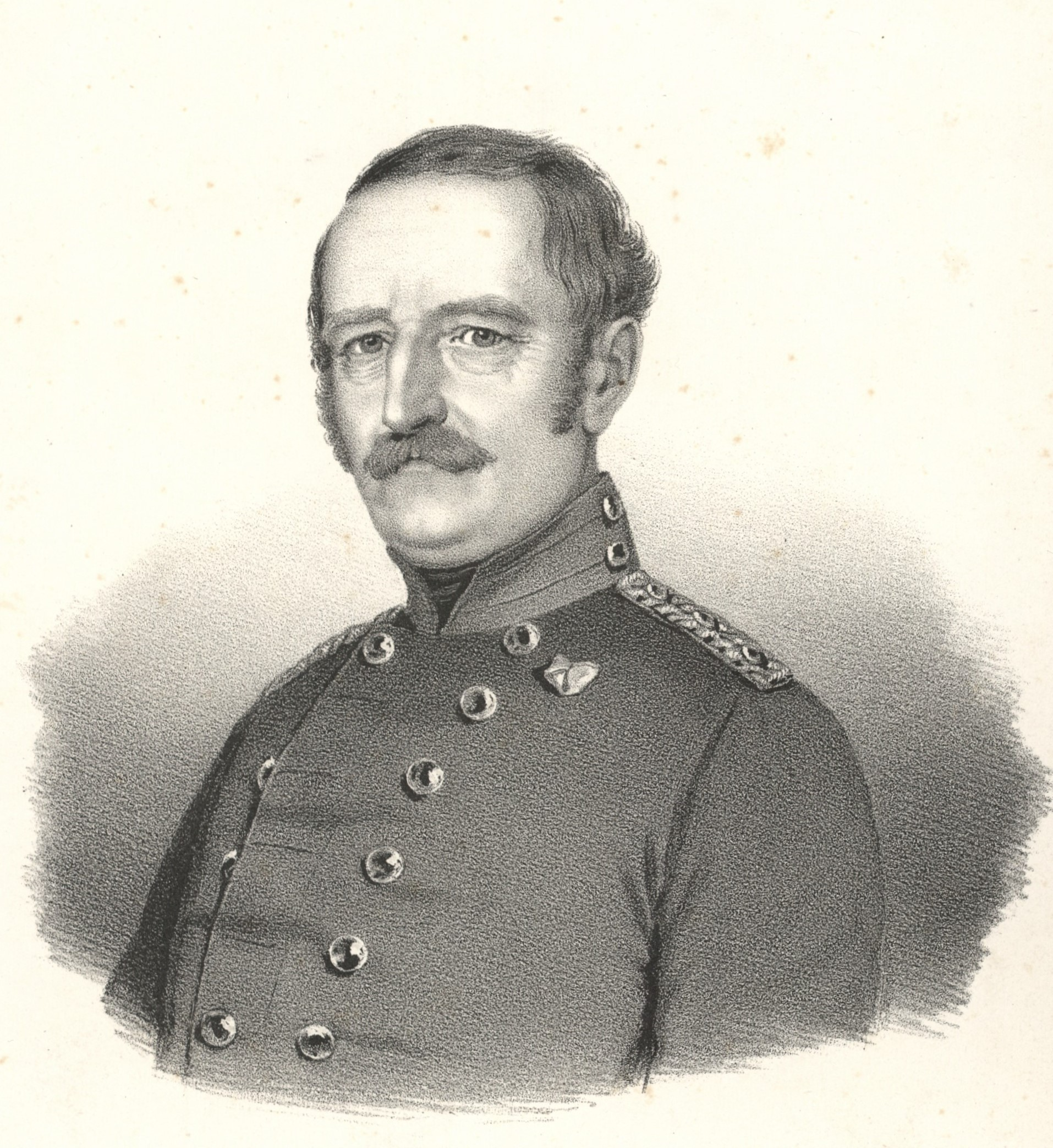
Generalleutnant Lüttichau, Kommandierender der Artillerie
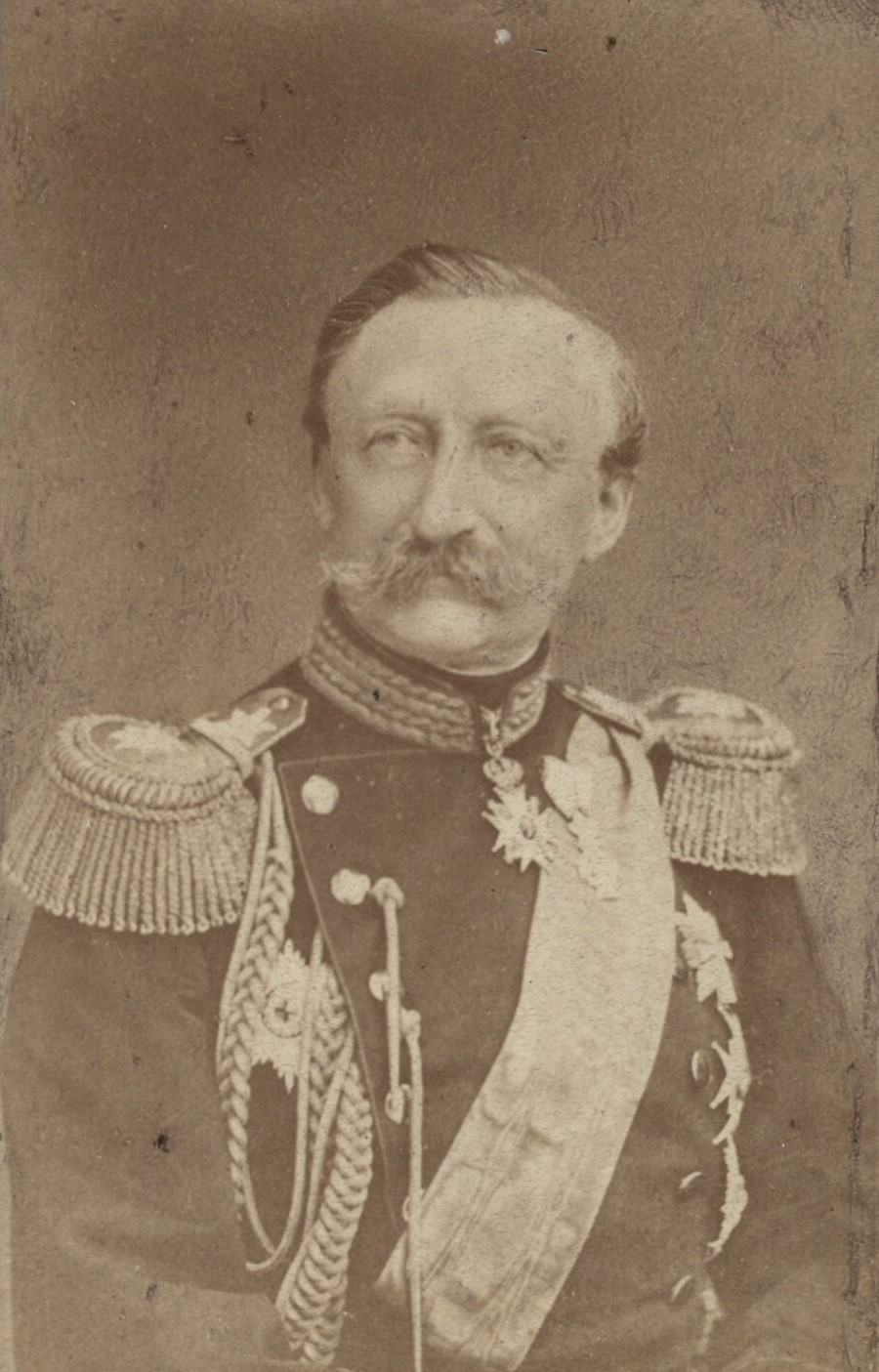
Generalleutnant Hegermann-Lindencrone, Kommandierender der 4. Division
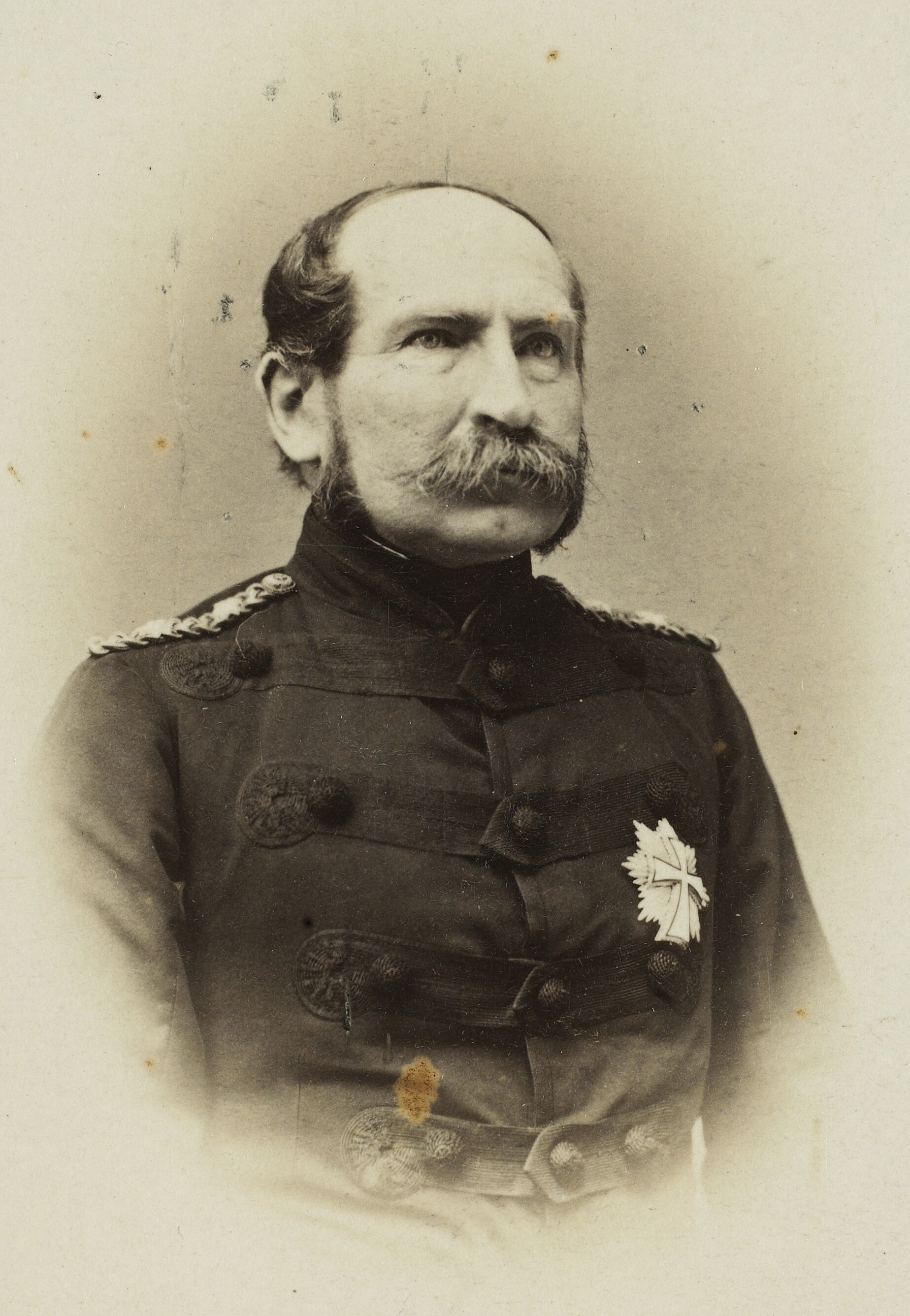
Generalmajor Steinmann, Kommandierender der 3. Division
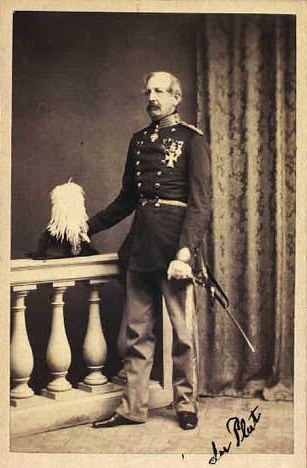
Generalmajor du Plat, Kommandierender der 2. Division
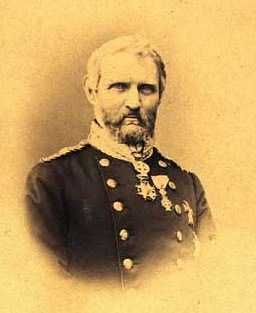
Generalmajor Frederik Carl Vilhelm Caroc, Kommandierender der Infanterie Reserve
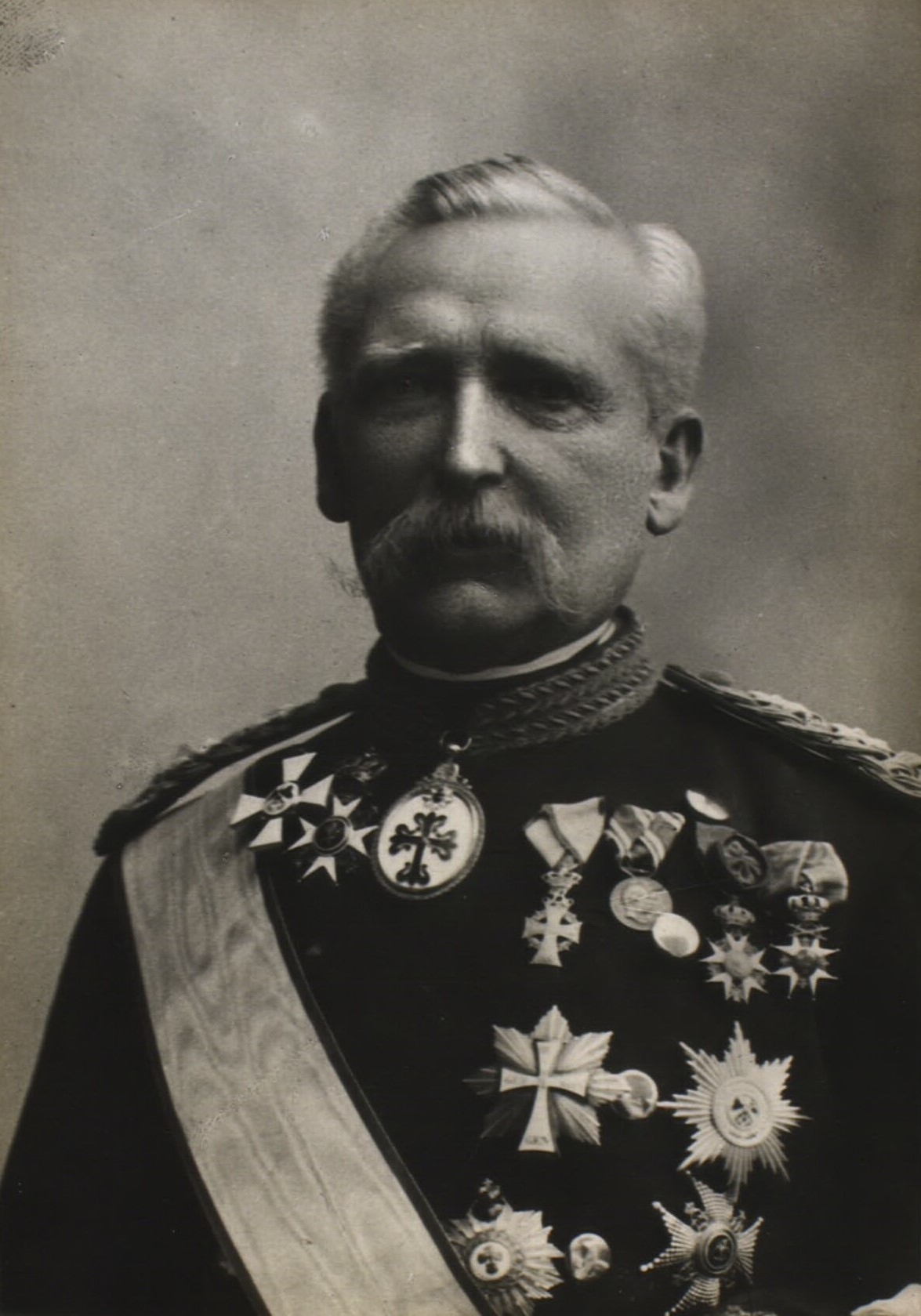
Oberst Kauffmann, Stabschef von De Meza
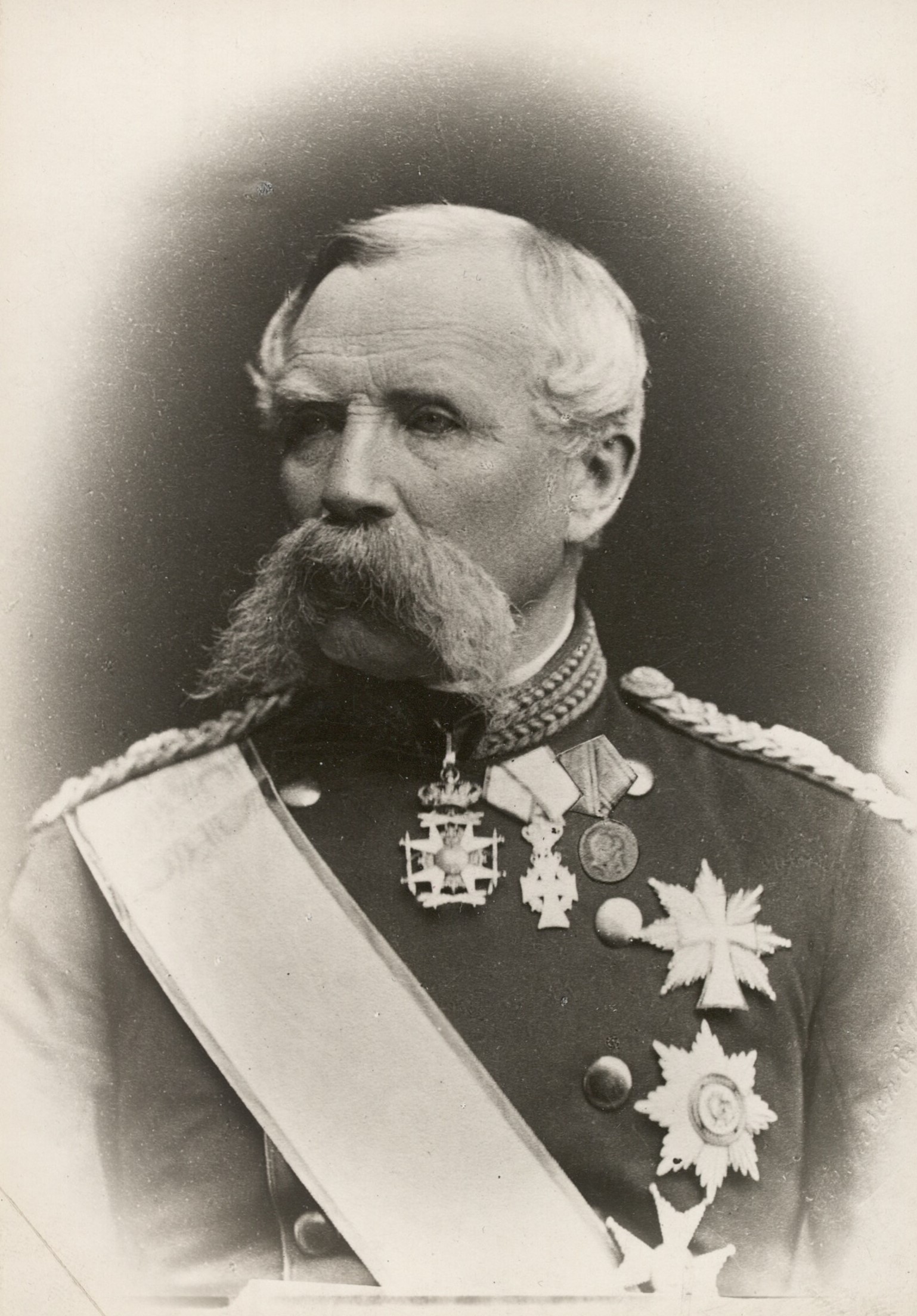
Oberstleutnant Dreyer, Kommandeur der Pioniere
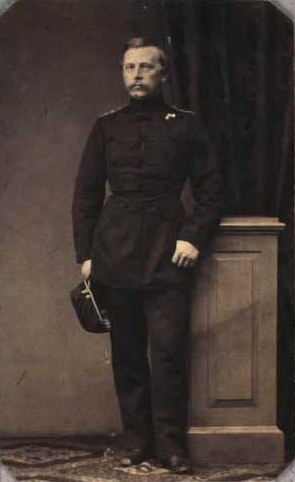
Kapitän von Rosen, mit Vorarbeiten zur Konferenz beschäftigt

Ferner:
- Major Schröde
- Major Wegner

Man beschloss, vom Danewerk abzurücken. Der Beschluss wurde um 18 Uhr fast einstimmig gefasst, nur Generalleutnant Lüttichau erhob Einwände. Als Artillerie-Offizier wollte der die Geschütze nicht aufgeben.
Die Motivation dieses Beschlusses wurde in sieben Punkten dargelegt:
 In Anbetracht,
1. dass die Haltbarkeit der Danewerkstellung auf dem Hindernis beruht, welche die Eider, die Schlei und die Überschwemmungen gewährt. Das aber das Hindernis der Schlei zurzeit nur eine Rinne ist und das Verfahren des Aufeisens in unmittelbarer Nähe des Feindes unmöglich ist.
2. dass Kampieren und Biwakieren in den wichtigen Abschnitten in dieser Jahreszeit unmöglich ist.
3. dass zu Verteidigung der Stellung eine Armeestärke von 40.000–50.000 Mann notwendig sind, die gegenwärtige Stärke bei 35.000 Mann liegt.
4. dass die Zusammensetzung und Ausbildung der Armee unzureichend sind.
5. dass der Feind mindestens 50.000 Mann versammelt hat, und damit das Terrains besetzt hat, welches zur Sicherung durch unsere Vorposten besetzt werden sollte und welches kaum wiedergewonnen werden kann. Auch hat der Feind schon seine Artillerie etablieren können.
6. dass ein geordneter Rückzug nach den Durchbruch unmöglich ist.
7. dass die Instruktion der Kriegsministeriums vom 22. Januar 1864 an den Obergeneral als Bedingung für den Widerstand verlangt, den Kampf nicht so weit fortzusetzen, dass das Dasein des Heeres als Heer kompromittiert werde.

Aus all dem zog man den Schluss, dass eine freiwilliger Rückzug mit Hinterlassung alles in den Stellungen befindliche Materials in den frühen Morgenstunden des 6. Februars erfolgen sollte. So zog die dänische Armee am 6. Februar 1864 mit ihrem Obergeneral Generalleutnant endgültig ab. Er gibt den Befehl zur kampflosen Räumung.

## Rückzug

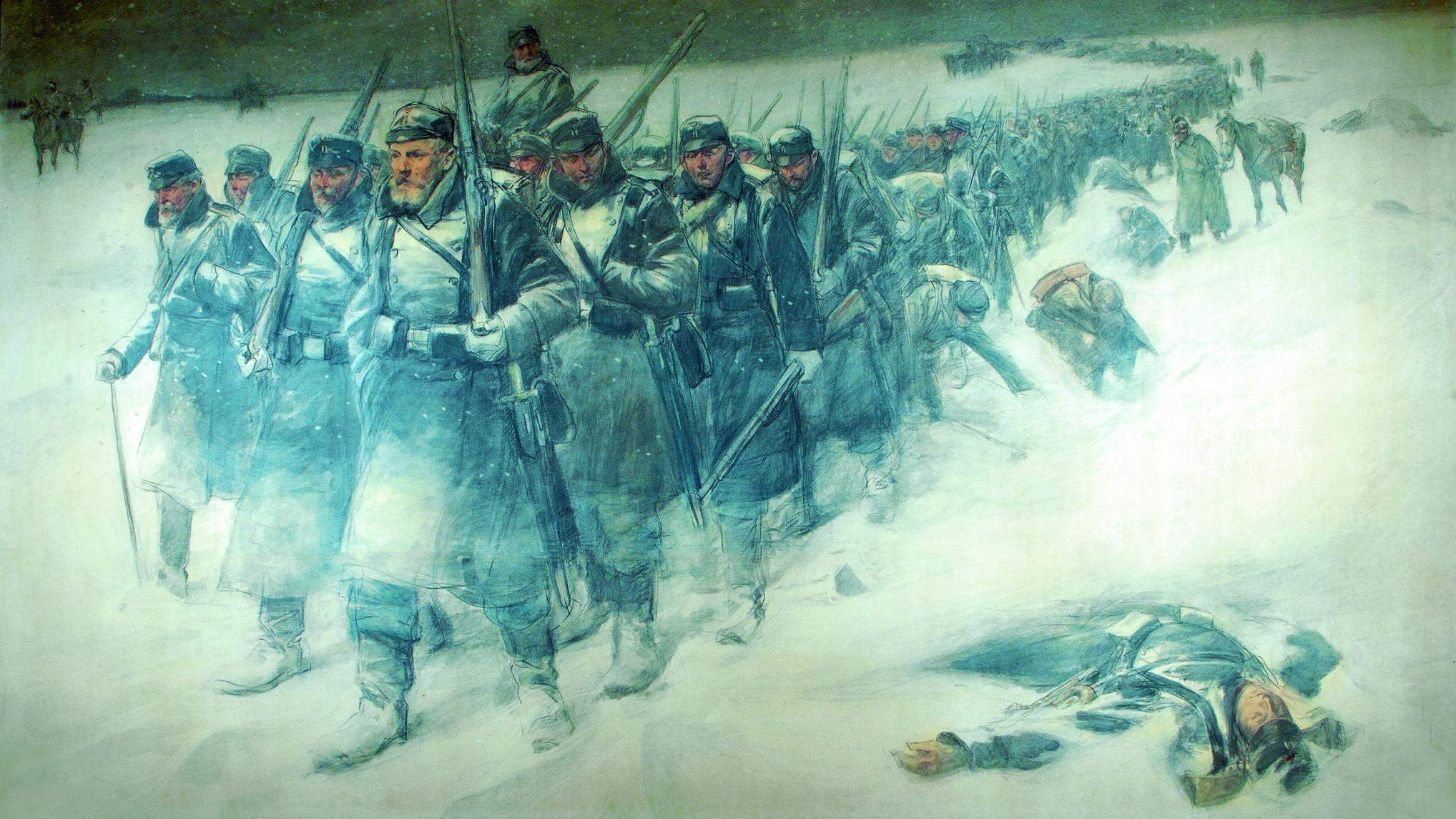
In grimmiger Kälte musste die dänische Armee das Danewerk aufgeben

Gegen Mittag wurde aus dem Palais Bjelke ein Telegramm an das Kriegsministerium und dem König geschickt, worin mitgeteilt wurde, dass die Front ruhig sei.

„Es gibt einigen Feuerwechsel zwischen der feindlichen und Stellungsartillerie. Es gibt keine Scharmützel, aber der Feind besetzt mehr und mehr das Vorgelände. Die Flanken sind ruhig. Die Truppen leiden unter den einsetzenden Frost.“

Eine Vorbereitung zum Rückzug wurde nicht angezeigt. General De Meza verließ Schleswig in Richtung Flensburg. Er ließ seinen Stabschef Kauffmann im Hauptquartier zurück. Dieser sandte um 21:50 Uhr das letzte Telegramm aus Schleswig zum Kriegsministerium in Kopenhagen und zum König nach Sonderburg: 

„Nachdem gestern ein Kriegsrat einberufen wurde, hat das Oberkommando beschlossen, die Danewerk-Stellung aufzugeben. Die Armee marschiert in der Nacht nach Flensburg. Das Material in den Magazinen wird zurückgelassen.“

 Daraufhin wurde die Telegrafenverbindung gekappt, sodass weder der Kriegsminister noch die Politiker in Kopenhagen einen gegenteiligen Befehl erteilen konnten. Ebenfalls wurden die alliierten Feinde durch eine Anfrage auf einen lokalen Waffenstillstand geschickt getäuscht.
Um 18 Uhr wurde der Rückzug eingeleitet: Die Soldaten begannen die Geschütze zu vernageln: ein großer Nagel wurde in das Zündrohr geschlagen, womit die Kanone für den Feind unbrauchbar wurde. Der einzelnen Einheiten wurde der Marschbefehl gegeben und verblüffend leise setzte sich der große Lindwurm in Richtung Flensburg in Gange. Im Westen begann die 1. Division, deren Hauptmacht nördlich der Schlei lag, um ca. 20 Uhr mit dem Abmarsch. Die dazugehörige Reserve-Artillerie verließ Schleswig sogar schon um 19 Uhr. Die 2. Division lag bei Schuby und zog ab 22 Uhr parallel der Flensburgstraße nahe dem Idsteiner Wald. Die östlich stehende 3. Division begann den Rückzug um 22 Uhr, da sie vom Übergang über die Schlei am nächsten Morgen gefährdet war. Dieser ging in zwei Kolonnen vor: Erst die 9. Brigade unter Generalmajor Steinmann mit dem größten Teil der Artillerie und Kavallerie. Die zweite Kolonne folgte etwa 1 ¼ Meile dahinter und bestand aus der 7. Und 8. Brigade.

## Verfolgung

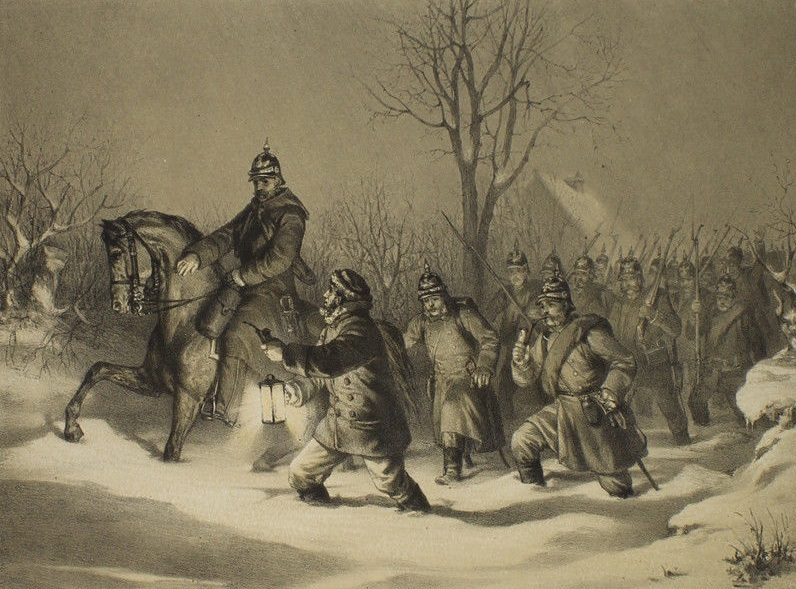
Preußische Avantgarde beim nächtlichen Aufspüren des Gegners

Obwohl die letzten dänischen Truppen Schleswig am 6. Februar 1864 um 1 Uhr morgens verlassen hatte, drang die Kunde davon erst um 4 Uhr morgens auf die gegenüberliegende Seite des Danewerks im Hauptquartier von Ludwig von Gablenz ein. Dieser alarmierte sofort das II Corps, mit dem er sich selbst als Avantgarde um 4:30 Uhr zur Verfolgung des Gegners in Bewegung setzte. So waren es österreichische Truppen, die als erste in Schleswig einzogen. Die allgemeine Verfolgung wurde von Alfred von Waldersee eingeleitet. Er berichtete, dass das letzte österreichische Bataillon Schloss Gottorf um 8:15 erreichte. An allen Gebäuden wurde die schleswig-holsteinische Flagge aufgezogen. Der Jubel in der Bevölkerung war überwältigend. Das Regiment Coronini wurde bestimmt, die Stadt zu besetzen. Prinz Friedrich Karl stand noch mit seinen Truppen an der östlichen Schlei und musste dort den Übergang über die Schlei noch erst bewältigen. Dennoch wurde in den nächsten Tagen energisch dem fliehenden Feind nachgesetzt.

## Folgen
Nicht der Rückzug, sondern die Besetzung des mittelalterlichen Danewerks war wohl der entscheidende Fehler. Die dänische Armee musste gewaltige Werte zurücklassen: 135 Geschütze, 113 Zentner Pulver, 136.000 Schuss Munition, große Mengen Werkzeug, Decken, Stroh, Heu, Holz und Speck.